# Janice Loeb
Janice Loeb (Stati Uniti d'America, 6 dicembre 1902 – New Orleans, 18 febbraio 1996) è stata una direttrice della fotografia, regista, sceneggiatrice, pittrice e produttrice cinematografica statunitense, ricordata soprattutto per la sua attività nel campo dei documentari.

## Biografia
Janice Loeb studiò al Vassar College, uno dei migliori istituti di istruzione superiore per donne negli Stati Uniti, e ad Harvard. Pittrice e storica dell'arte, negli anni trenta visse a Londra e a Parigi, dove nel periodo 1936-37 collaborò alla rivista Cahiers d'Art, e ritornò negli Stati Uniti con lo scoppio della seconda guerra mondiale (1939). A New York, dove si stabilì, attraverso il fotografo Walker Evans Janice Loeb entrò in contatto sia con la fotografa Helen Levitt, che a quel tempo condivideva con Evans una camera oscura , sia con lo scrittore James Agee, che con Walker Evans nel 1936 aveva svolto un'inchiesta sugli agricoltori impoveriti dell'Alabama pubblicata in volume nel 1941. Janice Loeb ospitò nella sua abitazione newyorkese Helen Levitt, che presentò ad Alfred Barr, direttore del MoMA. 
Iniziò il sodalizio artistico fra Janice Loeb, Helen Levitt e James Agee che si concretizzò fra l'altro nella costituzione della società Film Documents e nella realizzazione di cortometraggi fra i quali In the street (girato nel 1945-46, diffuso nel 1948 e nel 1951, e scelto nel 2006 per essere conservato nel National Film Registry in quanto "culturalmente, storicamente o esteticamente significativo"), L'escluso (The Quiet One) (girato nel 1945, diffuso nel 1948, premiato a Venezia, al National Board of Review Awards 1949 e candidato al premio Oscar nel 1949 e nel 1950). Alla fine degli anni cinquanta Janice Loeb – la quale nel frattempo aveva sposato Bill Levitt, il fratello di Helen, e assunto il cognome Levitt – si trasferì con i familiari nello Utah, dapprima nella piccola località montana di Alta quindi a Salt Lake City.

## Filmografia
- In the street, regia di James Agee, Helen Levitt e Janice Loeb - cortometraggio (1948)
- L'escluso (The Quiet One), regia di Sidney Meyers (1948)
- Steps of Age (1951)
- Another Light, regia di Helen Levitt - cortometraggio (1952)